# Geudertheim
Geudertheim (historisch auch: Gottesheim) ist eine französische Gemeinde mit 2675 Einwohnern (Stand 1. Januar 2021) in der Ebene der Zorn im Département Bas-Rhin in der Europäischen Gebietskörperschaft Elsass und in der Region Grand Est. Am 1. Januar 2015 wechselte Geudertheim vom Arrondissement Strasbourg-Campagne zum Arrondissement Haguenau-Wissembourg.
Im elsässischen Dialekt wird das Dorf „Gayderte“ genannt.
Die Nachbargemeinden sind Hœrdt im Süden, Bietlenheim im Osten, Brumath im Westen und Weitbruch im Norden.

## Geschichte

### Mittelalter

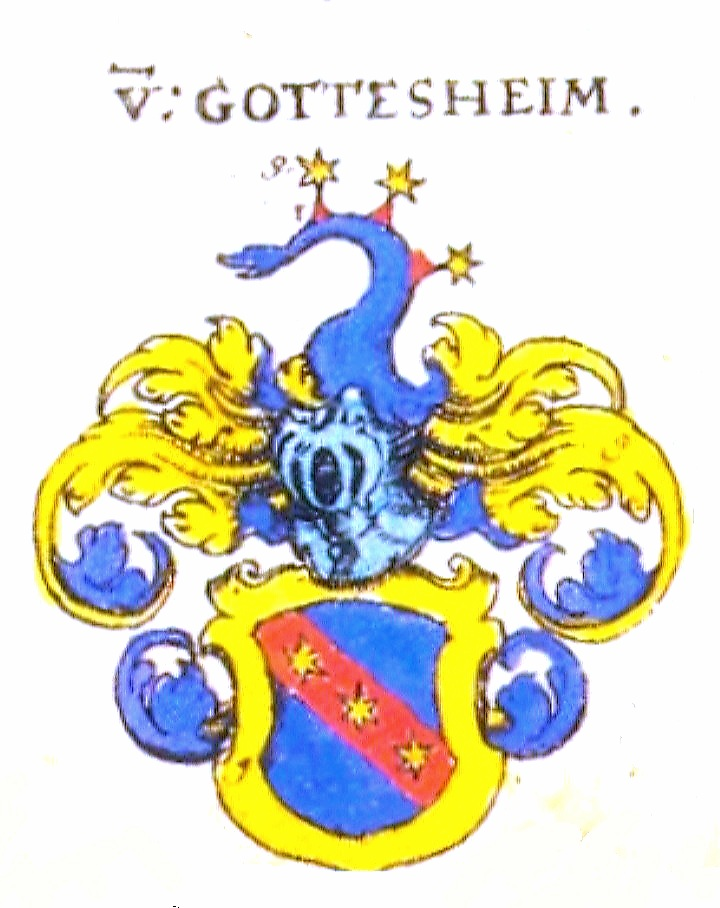
Wappen derer von Gottesheim

Obwohl Orte mit der Endung -heim fast alle in der fränkischen Landnahmezeit entstanden sind, findet sich Geudertheim in den frühmittelalterlichen Besitzverzeichnissen der Klöster nicht. Es soll erst 1120 erstmals urkundlich erwähnt worden sein (Clauss 387 ohne Quellenangabe). Königsgut ist seit dem späten 13. Jahrhundert hier nachweisbar: 1275 verlieh König Rudolf I. (von Habsburg) seine Mühle, und 1278 verpfändete er einen Teil seiner Einkünfte (Regesta Imperii VI, 467+1032). Im 14. Jahrhundert wurde Geudertheim ein Kondominat. Es gehörte je zur Hälfte zum Amt Brumath der Herrschaft Lichtenberg und zur anderen Hälfte den Herren von Gottesheim  (Geudertheim) und war ein Lehen der Kurpfalz.
Anna von Lichtenberg (* 1442; † 1474), eine der beiden Erbtöchter Ludwig V., heiratete 1458 den Grafen Philipp I. den Älteren von Hanau-Babenhausen (* 1417; † 1480), der eine kleine Sekundogenitur aus dem Bestand der Grafschaft Hanau erhalten hatte, um sie heiraten zu können. Durch die Heirat entstand die Grafschaft Hanau-Lichtenberg. Nach dem Tod des letzten Lichtenbergers, Graf Jakob, eines Onkels von Anna, erhielt Philipp I. d. Ä. 1480 die Hälfte der Herrschaft Lichtenberg, die andere Hälfte gelangte an seinen Schwager, Simon IV. Wecker von Zweibrücken-Bitsch. Das Amt Brumath wurde dabei zunächst ein Kondominat zwischen Hanau-Lichtenberg und Zweibrücken-Bitsch. Unter der Regierung des Grafen Philipp III. von Hanau-Lichtenberg kam es dann zu einer Realteilung: Das Amt Brumath kam ganz zu Zweibrücken-Bitsch. Dagegen gelangte das Amt Willstätt, das ebenfalls aus dem Lichtenberger Erbe stammte und ein Kondominat zwischen beiden Häusern war, ganz zur Grafschaft Hanau-Lichtenberg.

### Frühe Neuzeit
Allerdings kam es 1570 zu einem weiteren Erbfall, der auch das Amt Brumath und damit das Dorf Geudertheim zur Grafschaft Hanau-Lichtenberg brachte: Graf Jakob von Zweibrücken-Bitsch (* 1510; † 1570) und sein schon 1540 verstorbener Bruder Simon V. Wecker hinterließen nur jeweils eine Tochter als Erbin. Die Tochter des Grafen Jakob, Margarethe (* 1540; † 1569), war mit Philipp V. von Hanau-Lichtenberg (* 1541; † 1599) verheiratet. Zu dem sich aus dieser Konstellation ergebenden Erbe zählte auch die zweite, nicht bereits durch Hanau-Lichtenberg regierte, Hälfte der ehemaligen Herrschaft Lichtenberg und darin auch das Amt Brumath mit Geudertheim. 1570 wurde durch den regierenden Grafen von Hanau-Lichtenberg auch in Geudertheim die Reformation durchgeführt und zwar in der lutherischen Variante.
Durch die Reunionspolitik Frankreichs fiel 1680 auch das Amt Brumath und das Dorf Geudertheim unter französische Oberhoheit.
1736 starb mit Graf Johann Reinhard III. der letzte männliche Vertreter des Hauses Hanau. Aufgrund der Ehe seiner einzigen Tochter, Charlotte (* 1700; † 1726), mit dem Erbprinzen Ludwig (VIII.) (* 1691; † 1768) von Hessen-Darmstadt erbte dieser die Grafschaft Hanau-Lichtenberg. Im Zuge der Französischen Revolution fiel dann der linksrheinische Teil der Grafschaft Hanau-Lichtenberg – und damit auch Geudertheim – an Frankreich.
Von 1871 bis zum Ende des Ersten Weltkrieges gehörte Geudertheim als Teil des Reichslandes Elsaß-Lothringen zum Deutschen Reich und war dem Kreis Straßburg im Bezirk Unterelsaß zugeordnet.

### Bevölkerungsentwicklung
| 1798 | 1910 | 1962 | 1968 | 1975 | 1982 | 1990 | 1999 | 2006 | 2017 |
| ---- | ---- | ---- | ---- | ---- | ---- | ---- | ---- | ---- | ---- |
| 391  | 1400 | 1289 | 1450 | 1600 | 1755 | 2010 | 2243 | 2273 | 2530 |

## Sehenswürdigkeiten

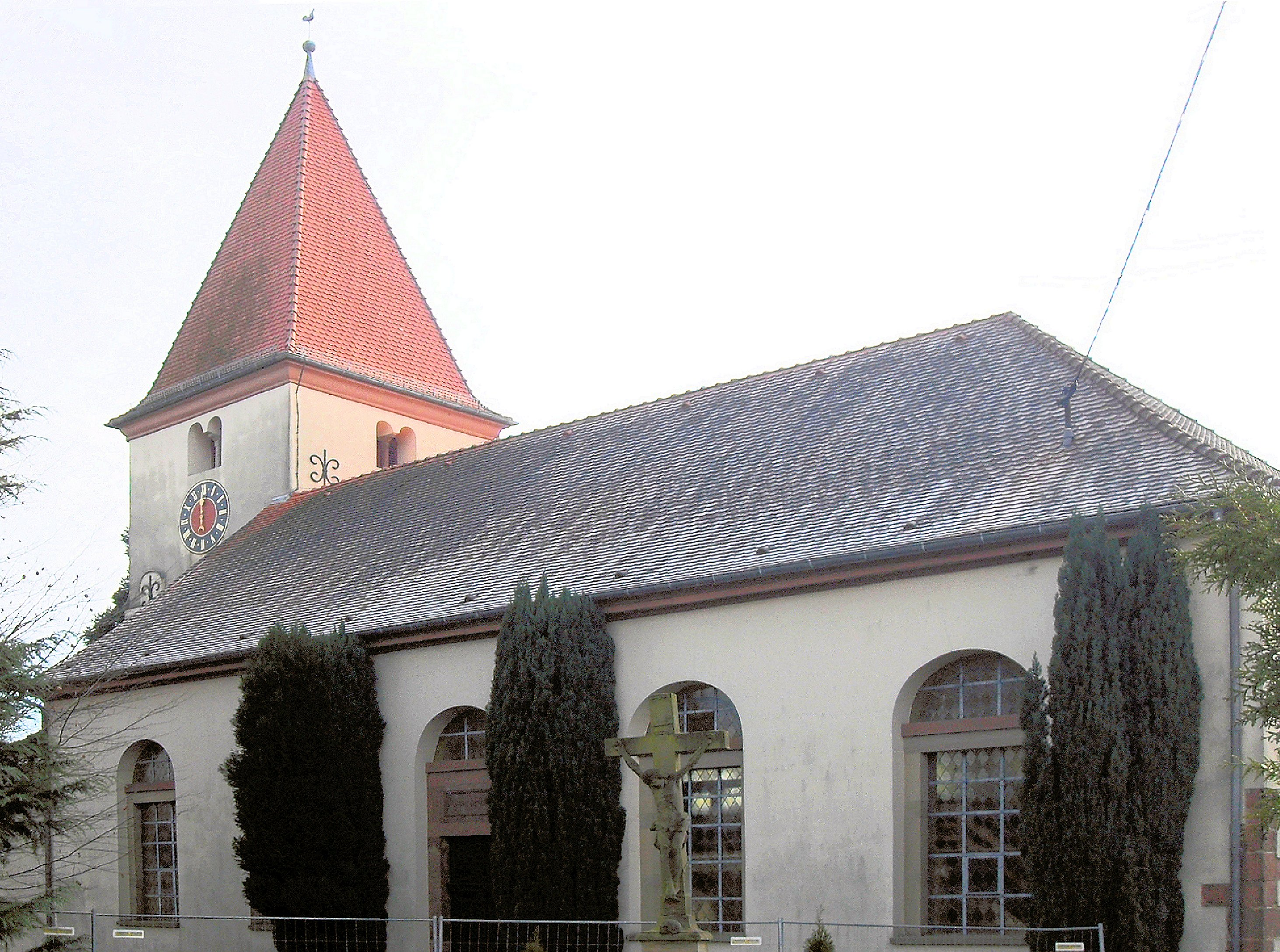
Protestantische Kirche

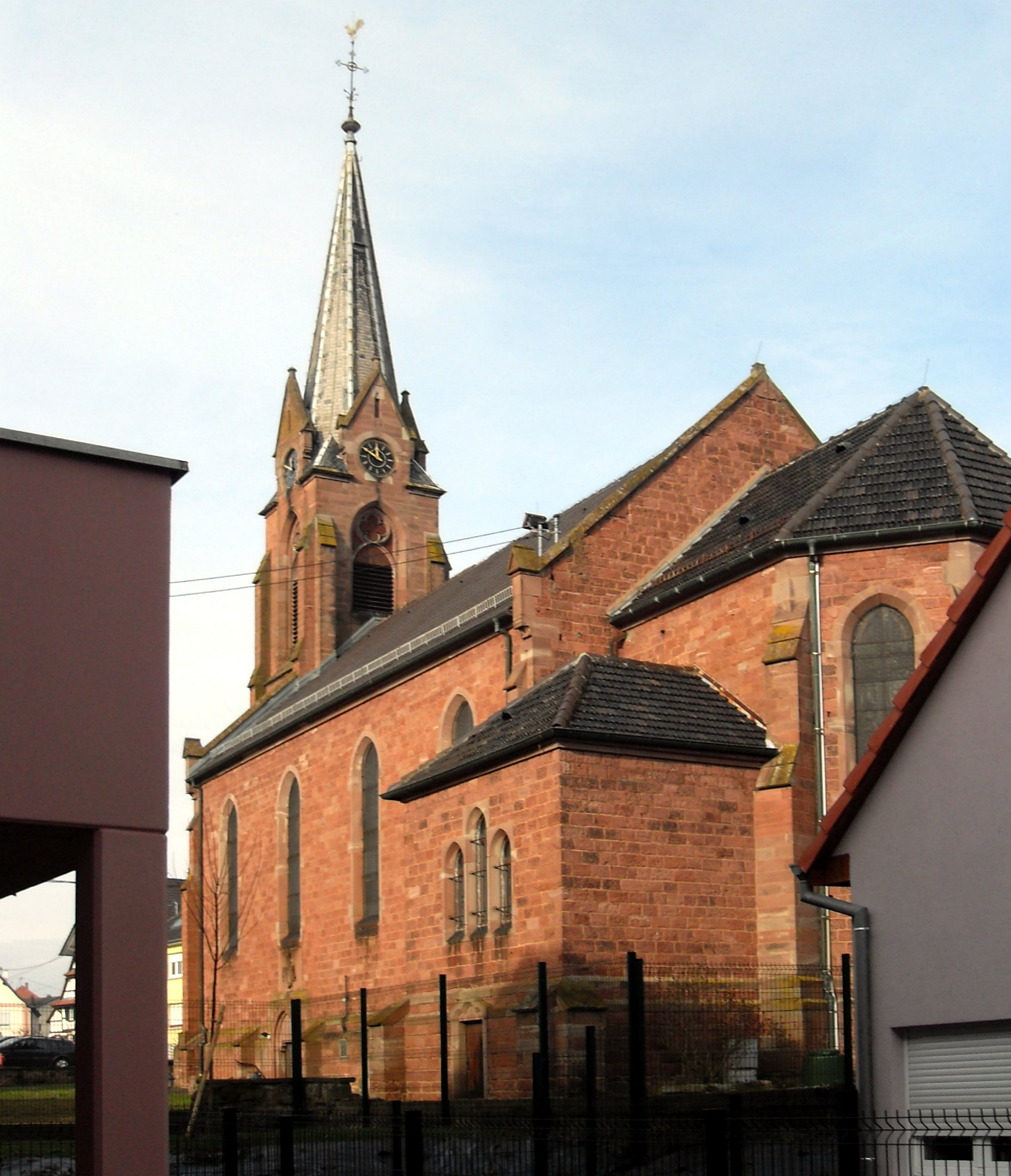
Kirche St. Blasius

- Protestantische Kirche von 1842 mit einem Kirchturm aus dem 12. Jahrhundert
- Katholische Kirche St. Blasius von 1900. Eine zugehörige Kapelle stammt aus dem 15. Jahrhundert.
- Château de Schauenbourg
- Mühle an der Zorn

## Wirtschaft
In der Region wird in der Landwirtschaft vor allem Spargel angebaut.

## Persönlichkeiten
- Balthasar Alexis Henri Antoine von Schauenburg (1748–1831), General
- Friedrich Heinrich von Gottesheim (1749–1808), Feldmarschallleutnant